# Patak, Nógrád
Patak  este un sat în districtul Balassagyarmat, județul Nógrád, Ungaria, având o populație de 961 de locuitori (2011). 

## Demografie
Componența etnică a satului Patak
     Maghiari (98,62%)
     Romi (1,38%)
Componența confesională a satului Patak
     Romano-catolici (69,72%)
     Reformați (2,19%)
     Fără religie (1,87%)
     Necunoscută (25,81%)
     Luterani (0,42%)
Conform recensământului din 2011, satul Patak avea 961 de locuitori. Din punct de vedere etnic, majoritatea locuitorilor (98,62%) erau maghiari, cu o minoritate de romi (1,38%).  Din punct de vedere confesional, majoritatea locuitorilor (69,72%) erau romano-catolici, existând și minorități de reformați (2,19%) și persoane fără religie (1,87%). Pentru 25,81% din locuitori nu este cunoscută apartenența confesională.